# Éditions Némésis
Les Éditions Némésis, anciennement Éditions du Rubicon, est une maison d'éditions française. Liée dans un premier temps au Mouvement d'action sociale, elle est depuis la disparition de ce dernier, en juin 2016, indépendante.

## Histoire
Crée, été 2012, sous le nom d'Éditions du Rubicon, elle publie des traductions d'ouvrages étrangers.
Dirigée par Thibault Philippe et Maurice Gendre, elle édite notamment une traduction du livre du journaliste et responsable culturel du mouvement italien Casapound, Adriano Scianca (it), Casapound, Une terrible beauté est née, sorti le 2 septembre 2012. Il est réédité en 2019 sous le titre de Casapound, Tout se réapproprier!.
En 2018? 2019?, elle change de nom pour Éditions Némésis.

## Publications
- Adriano Scianca, Casapound, Une terrible beauté est née, 2012[2]

Réédition en 2019: Casapound, Tout se réapproprier!, les mots de Casapound, 40 concepts pour une révolution en devenir, préface de Gabriele Adinolfi, 2019,
- Julien Langella, La jeunesse au pouvoir, 2015[4]
- Varg Vikernes, Magie et religion en ancienne Scandinavie, 2016[5]
- Herbert George Wells, Le nouvel ordre mondial, s'il est atteignable, comment il peut être atteint et de quelle sorte doit être un monde en paix, traduction de Fabien de Troie, préface de Pierre Hillard, 2018[6]

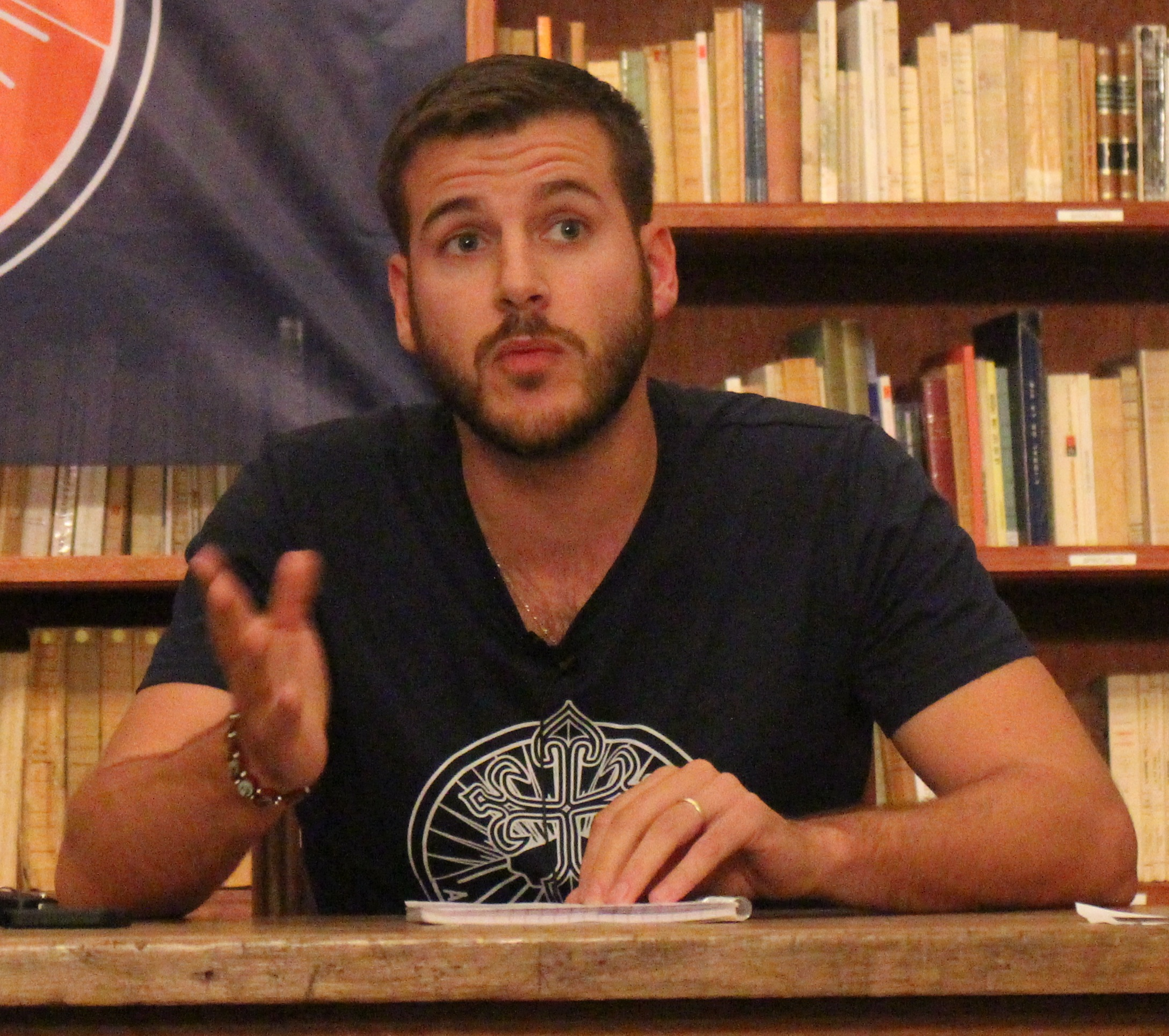
Julien Langella, journaliste et essayiste français, à l'Academia Christiana en aout 2017.
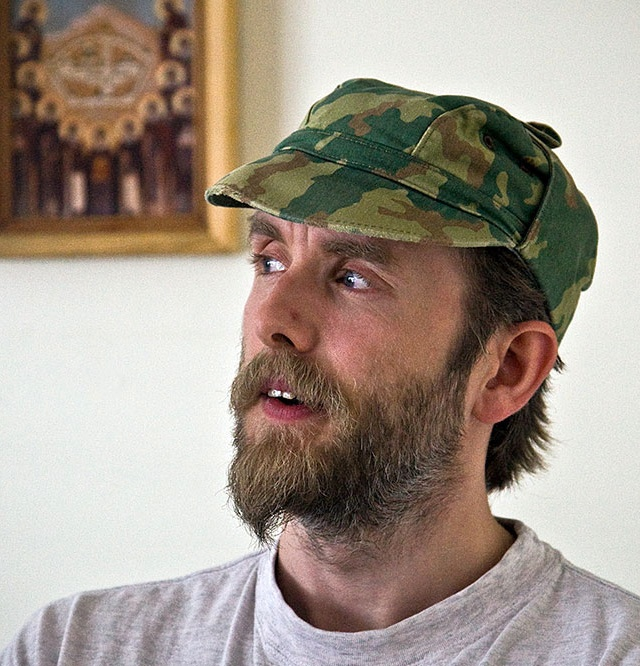
L'auteur et musicien norvégien Varg Vikernes, en 2008.
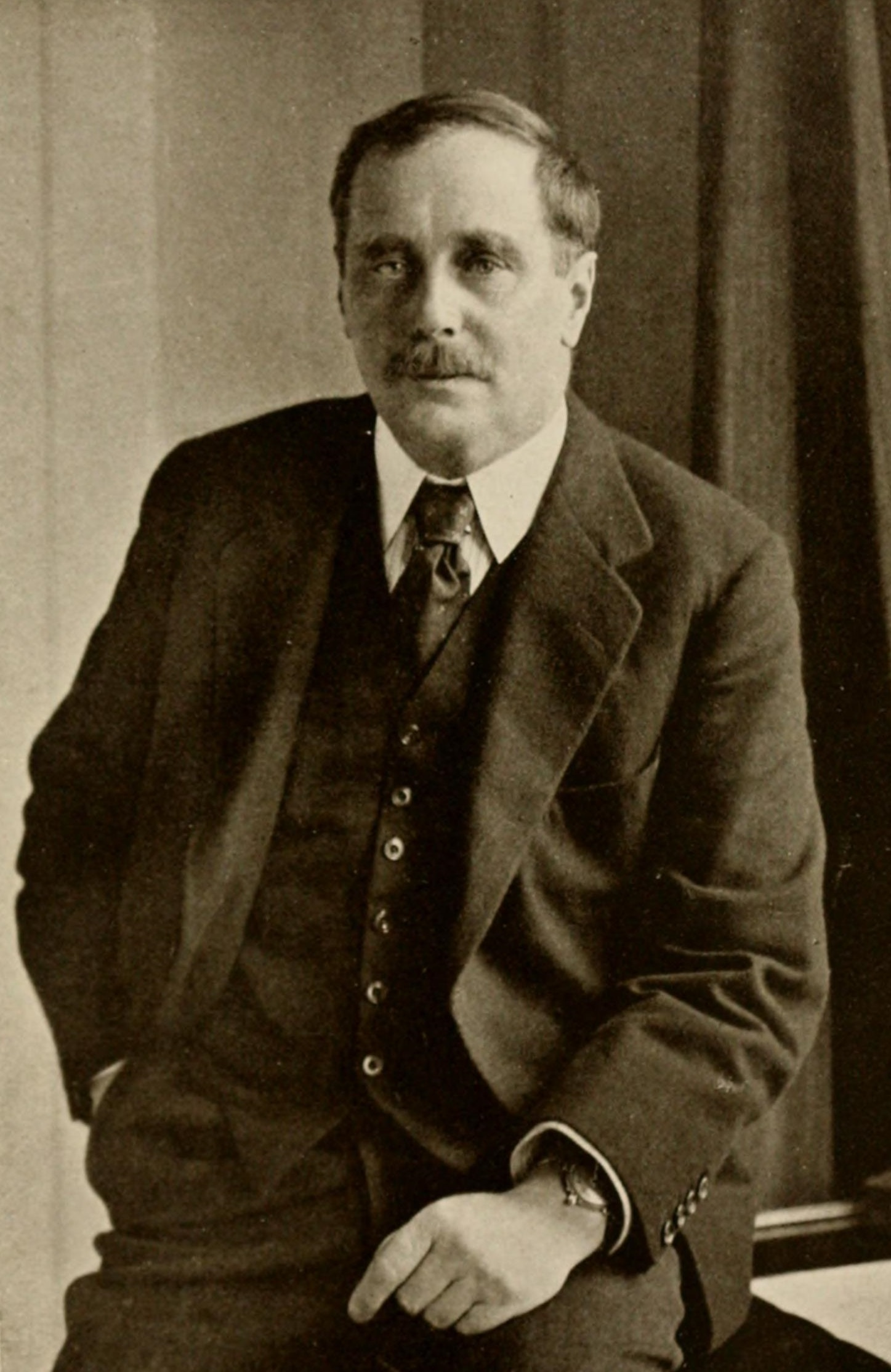
L'écrivain britannique H. G. Wells, au début des années 1920.